# Zhuge Jin
Zhuge Jin (in cinese Ziyu; pinyin: Zhūgé Jǐn; 174 – 241) è stato un politico cinese, ministro del Regno Wu durante l'era dei Tre Regni in Cina.

## Biografia
Era il fratello maggiore del famoso stratega Shu, Zhuge Liang. Aveva molta fiducia da parte di Sun Quan. Il suo compito più importante era quello di intrattenere relazioni diplomatiche fra Wu e Shu. Suo figlio Zhuge Ke gli succedette, e divenne un grande generale Wu, ma in seguito fallì come reggente, portando alla rovina il clan Zhuge.
Zhuge Jin ha anche un altro figlio Zhuge Qiao, che venne adottato dal fratello Zhuge Liang e da sua moglie, Huang Yueying.